# Universitat de Sheffield
La Universitat de Sheffield (en anglès: University of Sheffield, informalment: Sheffield University) és una universitat de recerca situada a la ciutat de Sheffield a South Yorkshire, Anglaterra. Va rebre la seva royal charter l'any 1905 com a successora de la Sheffield Medical School (1828) i l'University College of Sheffield (1897). Pertany al prestigiós Russell Group d'universitats de recerca intensiva.
Té un equip compost per 5.306 persones. El curs 2013-2014 tenia 26,600 estudiants.
La Universitat de Sheffield està àmpliament reconeguda com a universitat líder en la recerca. La QS World University Rankings de 2015-16 ubica Sheffield en el lloc 88è mundial.
Està organitzada en 5 facultats acadèmiques compostes per molts departaments. El seu pressupost anual per a 2014–15 va ser de £560.6 milions amb un superhàvid de £21.3 milions.
Sheffield també és membre de la Worldwide Universities Network, el N8 Group i la White Rose University Consortium.

## Galeria

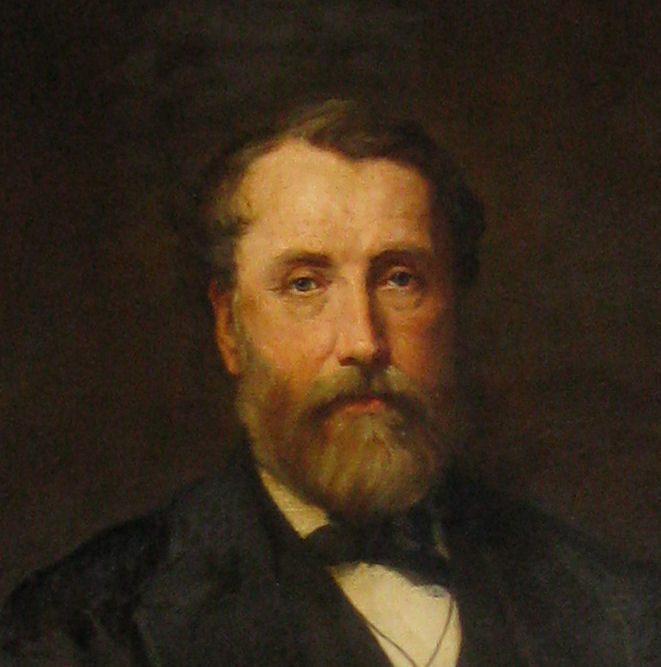
Retrat de Mark Firth, que obrí el Firth College el 1879
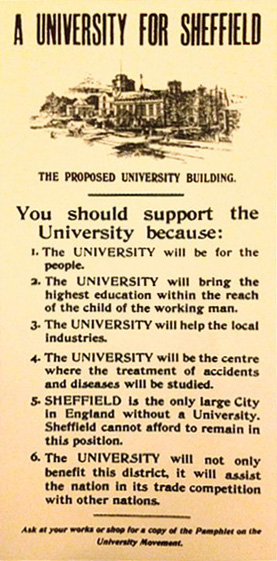
Pòster per recaptar fons (1904/1905)
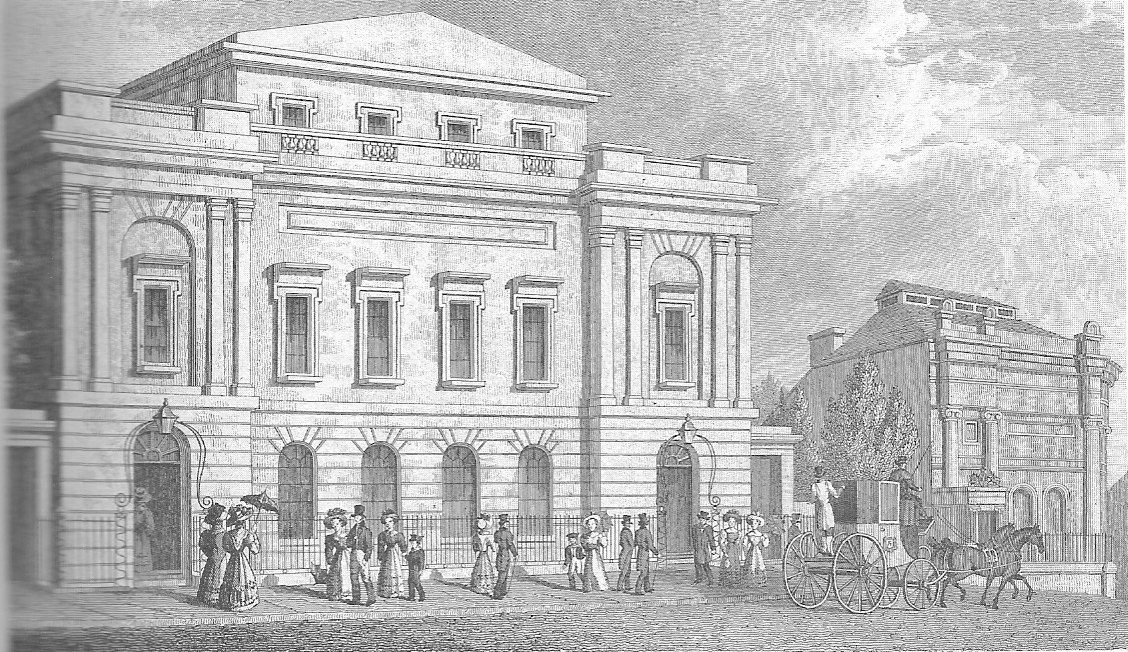
Sheffield School of Medicine, fundada el 1828
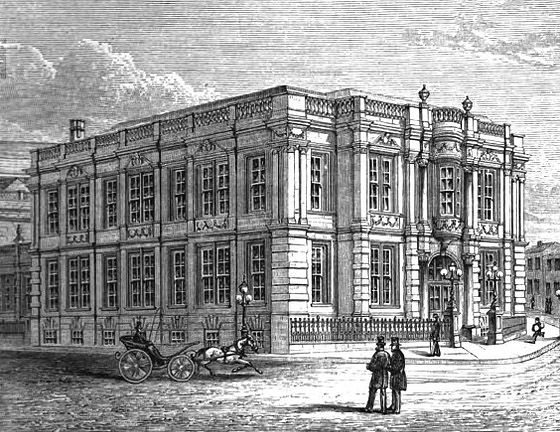
Firth College, que més tard va esdevenir part de la universitat
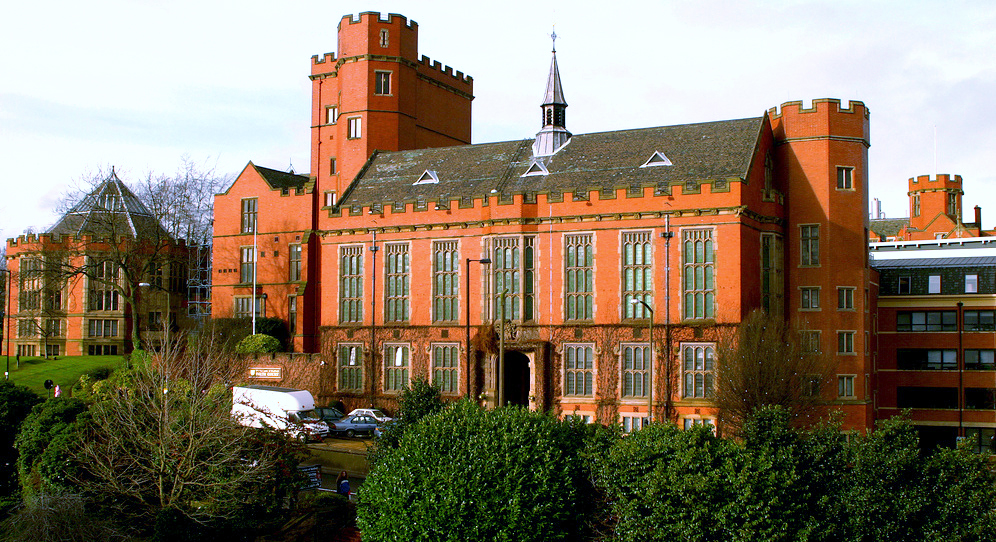
Firth Court, obert el 1905, per la Royal Charter
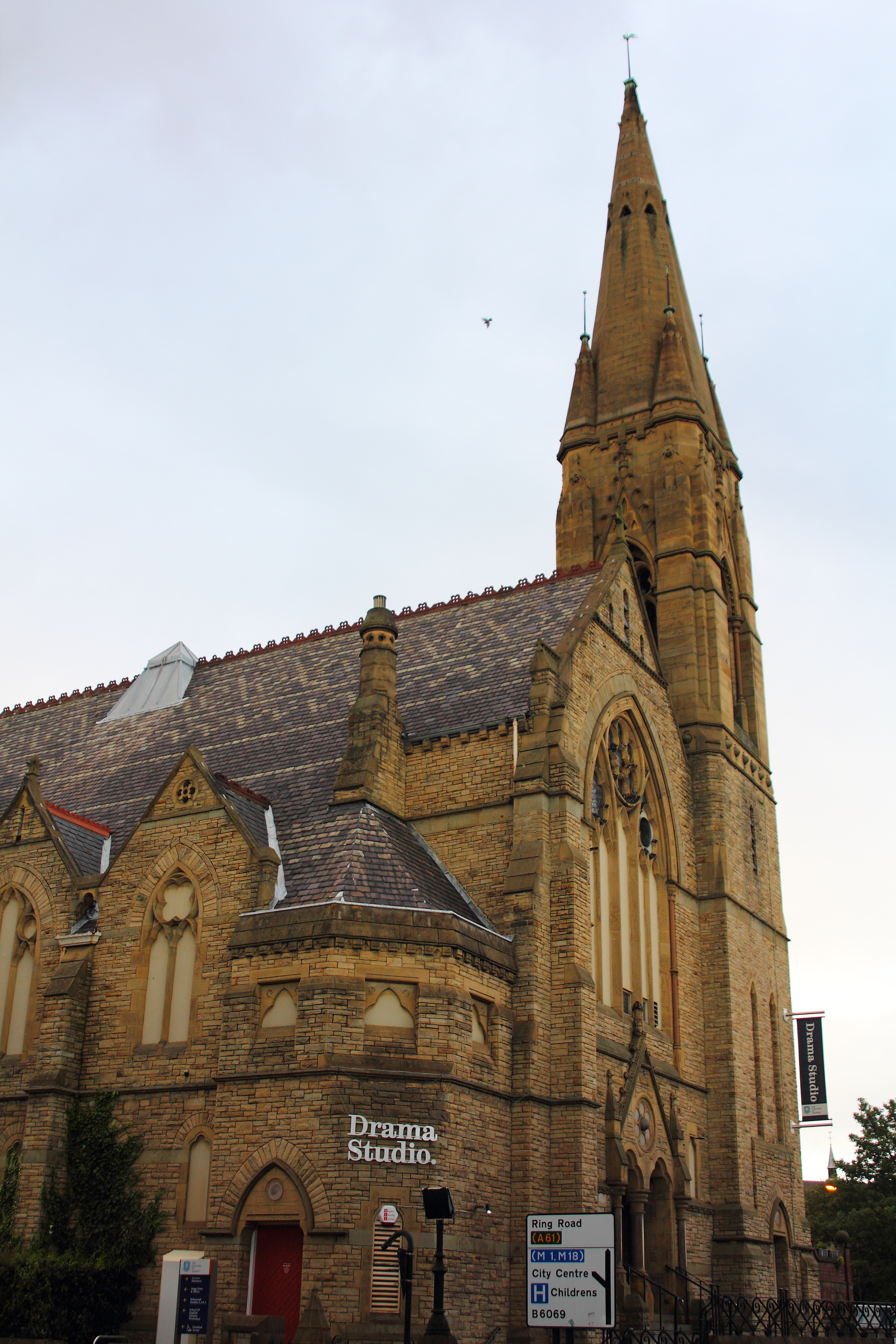
El Drama Studio
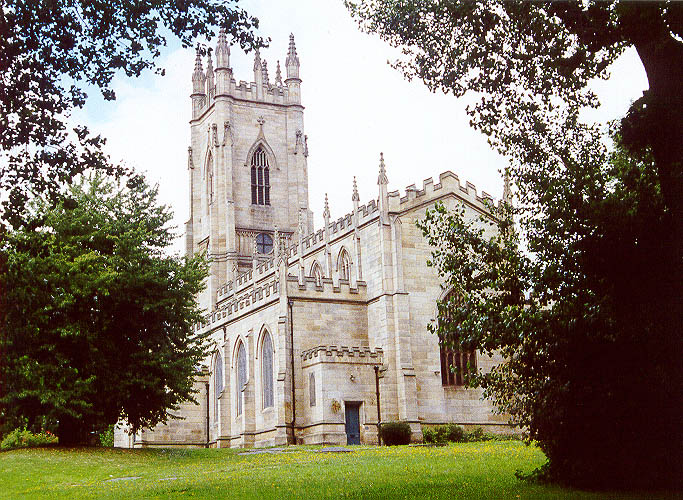
St George's Church
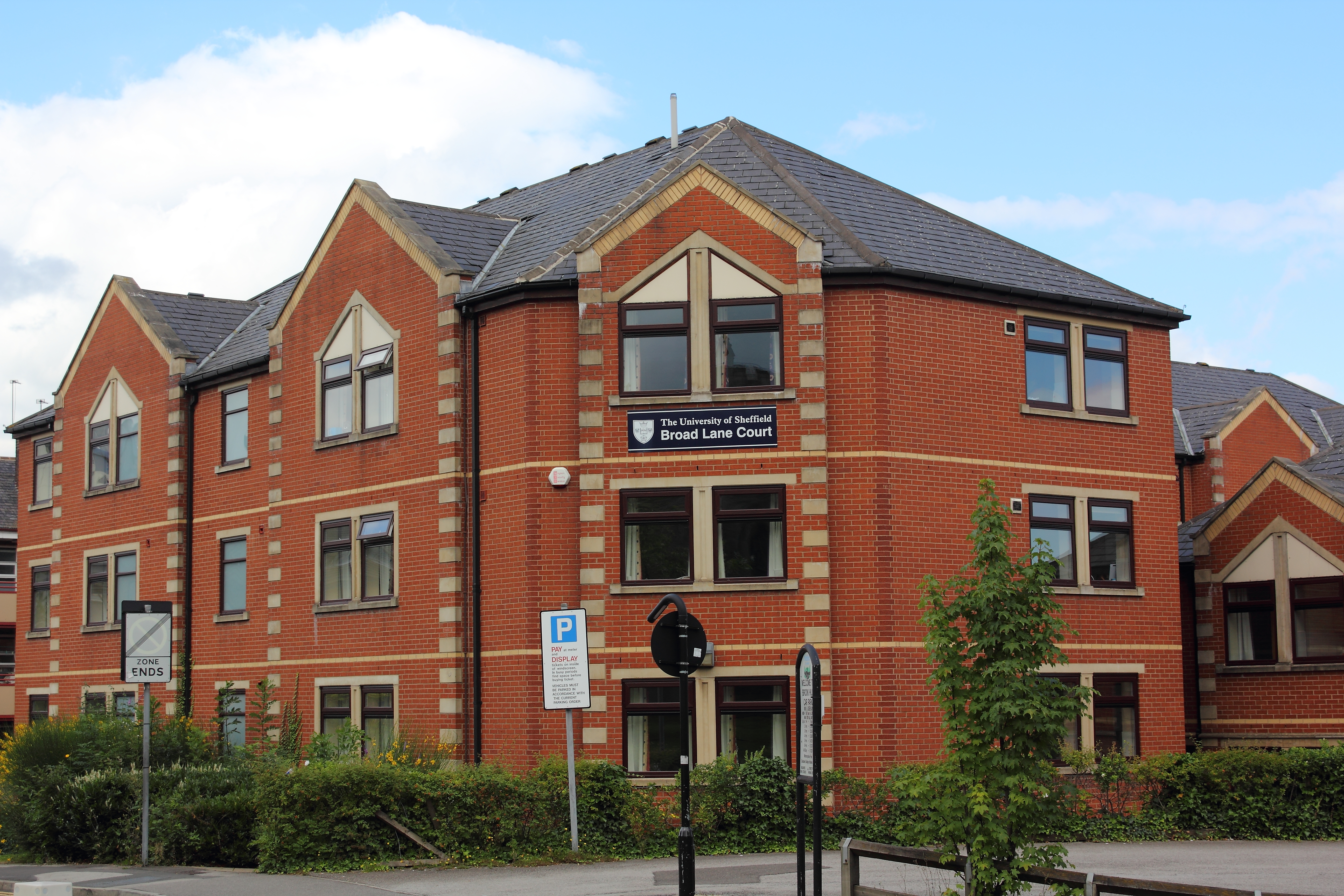
Broad Lane Court